# Ngabul
Ngabul is een bestuurslaag in het regentschap Jepara van de provincie Midden-Java, Indonesië. Ngabul telt 12.425 inwoners (volkstelling 2010).